# STS-121
STS-121 foi uma missão do ônibus espacial Discovery à Estação Espacial Internacional realizada em julho de 2006, para avaliar e testar as novas normas e equipamentos de segurança do ônibus espacial, introduzidas após o desastre da nave Columbia, em 1 de fevereiro de 2003.

## Tripulação
| Posição                  | Tripulantes         | Duração          | Pousou na |
| ------------------------ | ------------------- | ---------------- | --------- |
| Comandante               | Steven W. Lindsey   | 12d 18h 36m 47s  | STS-121   |
| Piloto                   | Mark E. Kelly       | 12d 18h 36m 47s  | STS-121   |
| Especialista de Missão 1 | Michael E. Fossum   | 12d 18h 36m 47s  | STS-121   |
| Especialista de Missão 2 | Lisa M. Nowak       | 12d 18h 36m 47s  | STS-121   |
| Especialista de Missão 3 | Stephanie D. Wilson | 12d 18h 36m 47s  | STS-121   |
| Especialista de Missão 4 | Piers J. Sellers    | 12d 18h 36m 47s  | STS-121   |
| Especialista de Missão 5 | Thomas A. Reiter    | 171d 03h 54m 03s | STS-116   |

## Missão
Antes do desastre o Columbia estava designado para missões STS-118 e STS-121 para a Estação Espacial Internacional. Além da missão principal, a Discovery, lançada em 4 de julho de 2006, levou até a ISS o astronauta Thomas Reiter, da Agência Espacial Européia (ESA), para um período a bordo da estação, como integrante da Expedição 13.
A missão durou 13 dias, até o pouso no Centro Espacial John F. Kennedy em 17 de julho.
- O astronauta alemão Thomas Reiter juntou-se aos ocupantes da ISS Pavel Vinogradov e Jeffrey Williams, com a estação voltando a ter três ocupantes pela primeira vez desde o desastre da Columbia.
- A Discovery continuou os testes dos novos implementos de proteção termal da nave, construídos para aumentar a segurança dos ônibus espaciais, além de descarregar equipamentos para a extensão da estação.
- Entre os principais equipamentos instalados na ISS estão um freezer especial de temperaturas até -80°C, de fabricação francesa.
- Ainda foram instalados um novo sistema de fornecimento de oxigênio, em testes para futuras operações à Lua e à Marte e uma nova bicicleta ergométrica para a tripulação da estação.
- Foram realizadas três caminhadas no espaço pelos astronautas Michael Fossum e Piers Sellers para trabalho no lado externo da Discovery e demonstrações de reparo na estrutura.
- Uma missão de resgate a ser feita pela nave Atlantis estava pronta, caso fossem detectados problemas na proteção termal da estrutural da Discovery, que indicasse risco de segurança da tripulação para uma reentrada na Terra.